# Opioidentzugssyndrom
Das Opioidentzugssyndrom (ungenau bzw. nur teilweise zutreffend: Opiatentzugssyndrom) wird als eine Gruppe von Symptomen definiert, die nach absolutem (vollständigen) oder relativem (z. B. durch eine Dosisreduktion) Entzug von Opioiden nach anhaltendem Konsum auftreten. Dabei handelt es sich um ein (nicht zwingend notwendiges) Kriterium für die Diagnose einer Abhängigkeit von Opioiden.

## Häufigkeit
Es ist kaum abzuschätzen, wie viele Opioidentzüge als freiwilliger „kalter Entzug“ ablaufen und wie häufig es zu unfreiwilligen Entzügen außerhalb des stationären Bereichs oder von Justizvollzugsanstalten kommt. Ebenso fehlen verlässliche Daten über den Schweregrad der dabei auftretenden Symptome. In der Regel wird der Betroffene im letzteren Fall aber mehr der Substanz zu sich nehmen, sofern er über die finanziellen Mittel verfügt, oder auf qualitativ höherwertigen Stoff zurückgreifen, sofern die Möglichkeit dazu besteht.

## Verlauf
Beim Entzug von Heroin gipfeln die Beschwerden 36 bis 72 Stunden nach der letzten Einnahme. Ein unbehandelter („kalter“) Entzug ist nur sehr selten lebensgefährlich, allerdings gibt es Berichte über schwerwiegende Komplikationen und Todesfälle im Zusammenhang mit verschiedenen Entziehungstechniken (siehe: Forcierter Opioidentzug in Narkose). Zudem kann es bei Patienten, die wegen akuten Erkrankungen (wie einer Endokarditis oder Psychose) hospitalisiert sind, zu Komplikationen kommen, die sofortiges Handeln erfordern. Prinzipiell sollten Ärzte ein drohendes Opioidentzugssyndrom erkennen können, auch um Behandlungen, die eine stationäre Aufnahme rechtfertigen, überhaupt erst veranlassen zu können bzw. einer Selbstentlassung des Patienten aus dem Krankenhaus ziel- und situationsgerecht vorzubeugen.
Der Entzug mithilfe von Buprenorphin wird gegenüber dem von Methadon als milder erlebt. Folgen für die Substitutionstherapie sind, dass viele Patienten vor dem endgültigen Entzug von Methadon auf Buprenorphin wechseln möchten bzw. von vornherein letzteres bevorzugen. Jedoch dauert der Entzug von Substanzen mit langer Halbwertszeit wie Methadon oder Buprenorphin meist länger als der Heroinentzug.
Der Entzug zeigt sich durch grippeartige Symptome wie Durchfall, Erbrechen, kalter Schweiß, Schwindel, Zittern, schlechte Laune, Angst, Schlafstörungen, anhaltendes Substanzverlangen und ist besonders schmerzhaft. Oft wird auch das Auftreten vom Restless-Legs-Syndrom beschrieben, was als extrem unangenehm beschrieben wird. Er kann auch zur Depression führen. Dieser Zustand kann bis zu 2 Wochen anhalten, davon sind die ersten 3 Tage am schlimmsten. Das Verlangen kann aber bis zu 6 Monate und länger bestehen bleiben. Dieser Befund ist jedoch auch bei Entzug von anderen psychotropen Substanzen zu beobachten und somit nicht nur opioidspezifisch. Der Entzug sollte dennoch kontrolliert und geplant durchgeführt werden durch Absprache mit dem Arzt, Suchtberatungsstelle etc.
Der Einfluss von Dauer und Ausmaß eines vorbestehenden Heroinkonsums auf den Schweregrad eines Entzugssyndroms werden widersprüchlich angegeben. Einerseits gibt es Untersuchungen, die einen Zusammenhang belegen, andererseits Studien, die einen Zusammenhang verneinen
oder keinen Einfluss auf die Dauer einer Entzugsbehandlung erkennen lassen.

## Beurteilung
Eine Reihe von Beurteilungsbögen ermöglicht durch die Zusammenfassung einzelner Symptome (objektiver Befunde oder subjektiver Beschwerden) die Erhebung des Intensitätsgrades eines Opiatentzugssyndroms, indem eine Punktezahl ermittelt wird:
- Clinical Institute Narcotic Assessment (CINA)
- Clinical Opiate Withdrawal Scale (COWS), 11 Fragen zum Zustandsbild
- Objective Opiate Withdrawal Scale (OOWS), mit 13 Fragen; auch in einer modifizierten Form vorhanden[9]
- Short Opiate Withdrawal Scale (SOWS). 10 Fragen zur subjektiven Befindlichkeit
- Subjective Opiate Withdrawal Scale (SOWS), 16 Fragen zur subjektiven Befindlichkeit
- Zusätzlich kann die Aktuelle Stimmungsskala verwendet werden, ein standardisiertes Selbstbeurteilungsverfahren zur Erfassung der aktuellen Stimmung (als einer deutschen Kurzfassung des „Profile of Mood States“), das von Geübten in 5 Minuten zu bearbeiten ist.

| Grad | Symptome | Stunden nach letzter Heroin-Injektion |
| ---- | --- | ------------------------------------- |
| 0    | Opiathunger („Suchtdruck“); Ängstlichkeit, Unruhe | 4                                     |
| 1    | Gähnen, Niesen, Schwitzen, rinnende Nase, Tränenfluss | 8                                     |
| 2    | Mydriasis, Gänsehaut, Zittern, Hitzewallungen, Appetitlosigkeit, Muskel- und Knochenschmerzen – besonders in den unteren Extremitäten und im Lumbalbereich                                             | 12                                    |
| 3    | Ausgeprägte Muskel- und Knochenschmerzen. Fieber, Übelkeit; Schlaflosigkeit. Blutdrucksteigerung, beschleunigter Herzschlag und beschleunigte Atmung                                                   | 18–24                                 |
| 4    | schmerzhafte Muskelkrämpfe; exzessives Schwitzen, Erbrechen und Durchfall können durch ausgeprägten Flüssigkeitsverlust und Elektrolytentgleisung zu einer lebensbedrohlichen Schocksymptomatik führen |                                       |

 (nach:)

## Entzugssymptome in der Substitutionsbehandlung
Methadon

Auch wenn die Verabreichung (racemischen) Methadons im Rahmen einer Substitutionsbehandlung opioidabhängige Patienten stabilisieren soll (und in der Regel auch stabilisiert), weisen einige gegen Ende des 24-stündigen Dosierungsintervalls deutliche Entzugserscheinungen auf. Dabei können relativ geringfügige Abnahmen der Methadonkonzentration im Plasma schon zu einer relativ ausgeprägten Beeinträchtigung der Stimmung führen. Ursächlich könnten unbeabsichtigte Effekte des S-Enantiomers (der rechtsdrehenden Form) sein, sodass ein Wechsel auf Levomethadon (das linksdrehende Enantiomer) oder einer anderen Alternative bei ausgeprägten Beschwerden erwogen werden soll.
Buprenorphin

Ähnliches gilt für Buprenorphin. Im Unterschied zu anderen Substitutionsmitteln kann man bei einer Behandlung mit Buprenorphin keine anderen Opiate zu sich nehmen, da Buprenorphin als Partialagonist ein Entzugssyndrom verursachen würde, weswegen man beim Wechsel auf dieses Medikament so lange warten muss, bis das vorherige Opiat nicht mehr wirkt.